# Bibliothèque nationale centrale de Florence

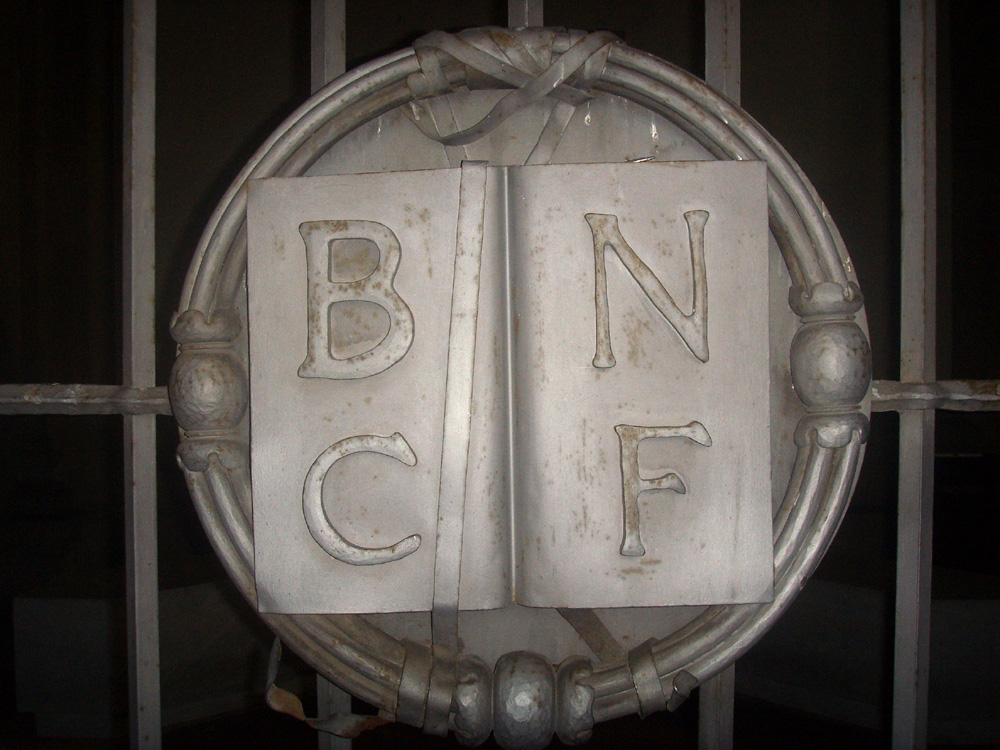
Sigle sur les grilles d'accès

La Bibliothèque nationale centrale de Florence (en italien Biblioteca nazionale centrale di Firenze), également connue sous le sigle BNCF, est l'une des bibliothèques les plus importantes d'Italie et d'Europe et exerce actuellement, avec la Bibliothèque nationale de Rome, la fonction effective de bibliothèque nationale centrale, toutes deux ayant l'obligation partagée de veiller au respect du dépôt légal national de l'Italie. Elle est située Piazza dei Cavalleggeri.
Selon les données statistiques de 2013, elle conserve environ 5 948 235 volumes imprimés, 2 703 899 brochures, 24 991 manuscrits, 3 716 incunables, 29 123 éditions du XVIe siècle et plus de 1 000 000 d'autographes, et comptait 304 214 ouvrages consultés en 2013. En 2013, les rayonnages du dépôt de livres couvraient 135 kilomètres linéaires, soit une augmentation annuelle de plus de 1,5 kilomètre.

## Origine des fonds
Le noyau originel de la BNCF provient de la collection d'Antonio Magliabechi, qui légua par voie testamentaire plus de 30 000 volumes à la ville de Florence en 1714. Magliabechi a laissé ses volumes «a beneficio universale della città di Firenze» à ses concitoyens les plus pauvres et a désigné comme exécuteurs testamentaires son fidèle ami et confident Anton Francesco Marmi et son neveu Lorenzo Comparini (fils d'un cousin du côté de sa mère). La construction "bibliographique" de sa collection personelle est due non seulement à l'engagement et à l'étonnante connaissance personnelle du lecteur et collectionneur, mais aussi à l'utilisation constante et appropriée de l'information, aux circuits de la librairie et au réseau d'achats et d'échanges. Magliabechi a pu jouer un rôle important et autoritaire de médiateur dans le commerce du livre et les échanges culturels entre Florence, le reste de la péninsule et l'Europe, en favorisant la circulation des nouvelles idées et des nouveaux livres et en contribuant à la diffusion de la culture italienne et des nouveautés éditoriales en Europe. Son influence était telle qu'il pouvait recommander des membres aux académies et des professeurs aux universités, protéger des savants à l'orthodoxie douteuse, contourner les contrôles de l'Inquisition et faire circuler des livres interdits. Parmi ses principaux fournisseurs de livres européens, on trouve le Combi-La Noù de Venise, le Blaeu d'Amsterdam et les Anisson-Posuel, Borde-Arnaud et Huguetan de Lyon.
Grâce à la donation testamentaire de Magliabechi et à celle de son meilleur ami Francesco Marmi (premier bibliothécaire de la collection), Florence dispose de sa première bibliothèque publique. Comme le montrent ses lettres (pour la plupart dans le fonde Magrabecchiano de la BNCF), il disposait d'un réseau actif et impressionnant d'intellectuels, non seulement en Italie mais dans toute l'Europe, à partir duquel il fournissait des livres aux différentes bibliothèques avec lesquelles il collaborait.
Afin de classer les volumes, les exécuteurs testamentaires Anton Francesco Marmi et Lorenzo Comparini, qui furent les premiers bibliothécaires de la collection, louèrent aux Offices l'ancien théâtre des Istrioni, propriété de la Douane de Florence. Les difficultés - d'ordre économique et réglementaire pour la transformation d'une collection privée en bibliothèque publique - connaissent un tournant avec les mesures du grand-duc Jean-Gaston : le jour de Noël 1736, le dernier des Médicis promulgue trois lois concernant la Magliabechiana qui sont fondamentales pour le destin de la bibliothèque et son caractère public, ordonnant, entre autres, qu'elle ne soit pas gérée par des religieux, jetant ainsi les bases du caractère laïque de l'institution. La collection a continué a s'étoffée avec la décision du grand-duc François II de Toscane de faire déposer un exemplaire de tout ce qui s'imprimait à Florence (1737) puis dans toute la Toscane (1743). Les travaux d'aménagement et de catalogage durent encore plusieurs années avant l'inauguration (le 3 janvier 1747) dans les locaux qui avaient abrité un théâtre de comédies, à côté des Uffizi.

## Histoire
Ouverte au public à partir de 1747, sous le nom de Bibliothèque Magliabechiana, elle a reçu de nombreux dons et dépôts, en particulier de couvents supprimés à partir des années 1770. Les collections ont été partagées avec la bibliothèque Laurentienne, qui lui a transféré ses imprimés anciens mais a conservé les manuscrits, qu'ils proviennent du noyau originel ou de confiscations faites à la suite de la suppression des couvents (couvent San Marco par exemple) jusqu'aux suppressions napoléoniennes de 1808.
En 1861 (année de l'unification italienne), le ministre et célèbre critique littéraire Francesco De Sanctis ordonna la fusion de la Magliabechiana avec la Biblioteca Palatina pour créer la Bibliothèque nationale de Florence. À partir de 1885, la bibliothèque prend également le nom de Centrale. Depuis 1870, elle reçoit un exemplaire de tout ce qui est publié en Italie par droit d'impression.
La bibliothèque prend le nom de « nationale » en 1861 et de « centrale » en 1885.

En 1966, elle subit des dommages catastrophiques à la suite des inondations de Florence et elle voit ses collections détruites ou endommagées par centaines de milliers de volumes dont beaucoup se trouvaient au sous-sol, au rez-de-chaussée et à l'entresol du bâtiment, ont été gravement endommagés, en particulier les grands formats Palatini, le fonds des couteaux et le fonds Miscellanea; même ses archives photographiques, qui étaient les seules traces d'œuvres détruites ou volées pendant la guerre, disparaissent.
D'après l'Unesco, « plus de deux millions de volumes rares et irremplaçables et d'innombrables manuscrits sont sérieusement endommagés ».
Grâce à l'aide internationale un centre de restauration a été mis en place pour récupérer les livres endommagés. Des tonnes de volumes enfouis sous 600 000 tonnes de boue ont été extraites, transportées en lieu sûr, nettoyées et séchées. Chaque volume était accompagné d'une fiche qui, avec les dégâts, décrivait sa structure d'origine. Grâce à ces interventions, au fil des ans, une grande partie du patrimoine livresque est récupérée et rendue à nouveau accessible à la consultation. Le centre de restauration de Florence est devenu un modèle pour la création d'autres laboratoires publics mondiaux.
Ses collections restent très riches encore aujourd'hui. La bibliothèque accueille à la fois des étudiants, au rez-de-chaussée, et des chercheurs ou étudiants avancés, au premier étage. Elle pratique le prêt à l'extérieur des collections récentes. Cette bibliothèque est particulièrement avancée dans le domaine de l'informatisation des catalogues et des procédures, de la mise à disposition d'informations sur Internet, etc. Elle accueille et maintient en particulier le catalogue collectif des bibliothèques florentines, le polo BNCF.
Le 7 décembre 2018, la Biblioteca Nazionale Centrale di Firenze, a été incluse dans la liste des biens culturels faisant l'objet d'une protection renforcée en cas de conflit armé, prévue par le Protocole II de 1999 de la Convention de La Haye de l'UNESCO de 1954.